# 미미 케네디

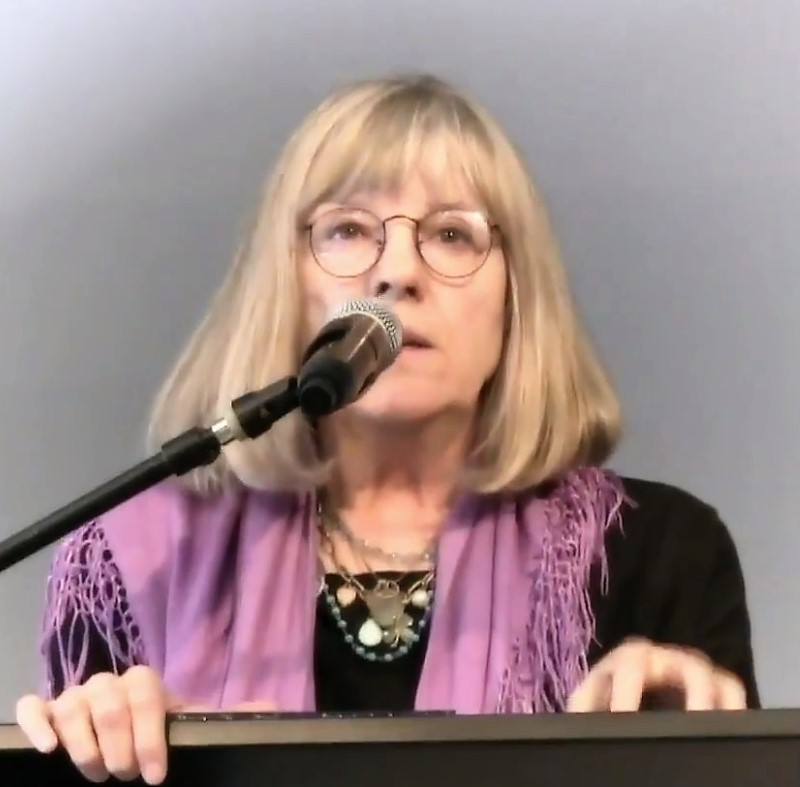

미미 케네디(Mimi Kennedy, 1948년 9월 25일 ~ )는 미국의 배우, 텔레비전 배우, 영화배우이다.
로체스터에서 태어났다.

## 방송
- 맘 시즌7
- 맘 시즌4
- 맘 시즌3
- 맘 시즌2
- 맘

## 영화
- 익스펙팅 (2013년) - 그레이슨 역
- 5년째 약혼중 (2012년) - 캐롤 솔로몬 역
- 미드나잇 인 파리 (2011년) - 헬렌 역
- 듀 데이트 (2010년)
- 라이프 오브 레몬 (2009년)
- 인 더 루프 (2009년) - 카렌 역
- 어 싱글 우먼 (2008년)
- 맨 인 더 체어 (2007년) - 맘 역
- 그레이 아나토미 시즌2 (2005년) - 베르나 브래들리 역
- 에린 브로코비치 (2000년)
- 플래시파이어 (1993년)
- 죽어야 사는 여자 (1992년)
- 볼륨을 높여라 (1990년) - 말라 헌터 역
- 가족 (1989년)
- 케네디가의 신화 (1985년)
- 더 영 앤 더 레스트리스 (1973년)